# Antineutron
Een antineutron is het antideeltje van het neutron. Het antineutron werd in 1956 ontdekt door de Amerikaanse natuurkundige Bruce Cork met de deeltjesversneller in het Lawrence Berkeley National Laboratory in dagelijks beheer van de Universiteit van Californië - Berkeley. Net als bij elk ander antideeltje wordt het symbool van een antineutron aangeduid door een streep boven het symbool van een neutron: {\displaystyle {\ce {\bar {n}}}}
Het antineutron heeft dezelfde massa en spin als het neutron, maar met een baryongetal van −1 in plaats van +1. Een normaal neutron is opgebouwd uit twee down-quarks en een up-quark, en het antineutron is opgebouwd uit antideeltjes, dus twee anti-downquarks en een anti-upquark. Een antineutron vervalt tot een antiproton en een positron, terwijl een neutron tot een proton en een elektron vervalt.